# Ibrahim Saidaŭ
Ibrahim Saidaŭ (in bielorusso Ібрагім Саідаў?; 9 marzo 1985) è un lottatore bielorusso, specializzato nella lotta libera.

## Palmarès

### Olimpiadi
- 1 medaglia:
  - 1 bronzo (Rio de Janeiro 2016 nei 125 kg)